# Liste des monuments historiques de Compiègne
Ce tableau présente la liste de tous les monuments historiques classés ou inscrits dans la commune de Compiègne, Oise, en France.

## Liste
| Monument                            | Adresse                                                    | Coordonnées                      | Notice         | Protection                 | Date      | Illustration                       |
| ----------------------------------- | ---------------------------------------------------------- | -------------------------------- | -------------- | -------------------------- | --------- | ---------------------------------- |
| Abbaye de Royallieu                 | Avenue des martyrs de la Libération                        | 49° 23′ 56″ nord, 2° 48′ 09″ est | « PA00114604 » | Inscrit                    | 1947 1949 | Abbaye de Royallieu                |
| Abbaye Saint-Corneille              | Rue Saint-Corneille Rue Charles-le-Chauve                  | 49° 25′ 02″ nord, 2° 49′ 29″ est | « PA00114605 » | Inscrit Classé             | 1944 1964 | Abbaye Saint-Corneille             |
| Auberge des Trois Lurons (enseigne) | 4 rue Hippolyte-Bottier                                    | 49° 25′ 13″ nord, 2° 49′ 38″ est | « PA00114606 » | Inscrit                    | 1946      | Auberge des Trois Lurons(enseigne) |
| Chapelle Sainte-Corneille           | Forêt de Compiègne, parcelle 1251                          | 49° 23′ 52″ nord, 2° 53′ 18″ est | « PA00114607 » | Classé                     | 1922      | Chapelle Sainte-Corneille          |
| Château                             |                                                            | 49° 25′ 09″ nord, 2° 49′ 52″ est | « PA00114635 » | Classé                     | 1994      | Château                            |
| Cimetière de Clamart (porte)        | Parc Songeons                                              | 49° 25′ 02″ nord, 2° 49′ 12″ est | « PA00114609 » | Inscrit                    | 1947      | Cimetière de Clamart(porte)        |
| Clairière de l'Armistice            |                                                            | 49° 25′ 38″ nord, 2° 54′ 23″ est | « PA60000027 » | Classé                     | 2001      | Clairière de l'Armistice           |
| Couvent des Jacobins (vestiges)     | 1 rue d'Austerlitz                                         | 49° 25′ 06″ nord, 2° 49′ 18″ est | « PA00114610 » | Inscrit Classé             | 1930 1931 | Couvent des Jacobins(vestiges)     |
| École Pierre-Sauvage                | Impasse Laly                                               | 49° 25′ 06″ nord, 2° 49′ 40″ est | « PA60000039 » | Inscrit                    | 2001      | École Pierre-Sauvage               |
| Église anglicane Saint-André        | 6 bis avenue Thiers                                        | 49° 24′ 53″ nord, 2° 50′ 03″ est | « PA60000103 » | Inscrit                    | 2021      | Image manquante Téléverser         |
| Église Saint-Antoine                | Rue Saint-Antoine Rue des Cordeliers                       | 49° 24′ 58″ nord, 2° 49′ 22″ est | « PA00114613 » | Classé                     | 1840      | Église Saint-Antoine               |
| Église Saint-Jacques                | place Saint-Jacques                                        | 49° 25′ 01″ nord, 2° 49′ 40″ est | « PA00114614 » | Classé                     | 1907      | Église Saint-Jacques               |
| Église Saint-Pierre des Minimes     | rue des Minimes                                            | 49° 25′ 06″ nord, 2° 49′ 40″ est | « PA00114615 » | Inscrit                    | 1927      | Église Saint-Pierre des Minimes    |
| Établissement élévateur des eaux    | Compiègne, 2 cours Guynemer                                | 49° 25′ 22″ nord, 2° 49′ 48″ est | « IA60001056 » | Classé                     | 1994      | Établissement élévateur des eaux   |
| Faisanderie                         | Forêt de Compiègne, route de Berne, parcelle 1443          | 49° 23′ 37″ nord, 2° 52′ 21″ est | « PA00114616 » | Inscrit                    | 1948      | Faisanderie                        |
| Grenier à sel                       | 46 place du Changé                                         | 49° 24′ 59″ nord, 2° 49′ 32″ est | « PA00114617 » | Inscrit                    | 1946      | Grenier à sel                      |
| Hôpital Saint-Joseph                | 37 rue Saint-Joseph                                        | 49° 24′ 35″ nord, 2° 49′ 14″ est | « PA00114618 » | Inscrit Inscrit (chapelle) | 1946 2014 | Hôpital Saint-Joseph               |
| Couvent des Cordeliers              | 2 rue Fournier-Sarlovèze                                   | 49° 25′ 02″ nord, 2° 49′ 48″ est | « PA00114623 » | Inscrit                    | 1946      | Couvent des Cordeliers             |
| Hôtel de Toulouse                   | 25 rue Fournier-Sarlovèze                                  | 49° 24′ 58″ nord, 2° 49′ 42″ est | « PA00114624 » | Inscrit                    | 1946      | Hôtel de Toulouse                  |
| Hôtel                               | 21 rue du Président-Sorel                                  | 49° 24′ 56″ nord, 2° 49′ 30″ est | « PA00114625 » | Inscrit                    | 1946      | Hôtel                              |
| Hôtel d'Artois                      | 16 rue Le-Féron                                            | 49° 25′ 09″ nord, 2° 49′ 39″ est | « PA00114619 » | Inscrit                    | 1946      | Hôtel d'Artois                     |
| Hôtel de la Petite Rose             | 32 rue d'Austerlitz Place Biscuit                          | 49° 24′ 59″ nord, 2° 49′ 21″ est | « PA00114620 » | Inscrit                    | 1950      | Hôtel de la Petite Rose            |
| Hôtel des Rats                      | 5 rue Saint-Antoine                                        | 49° 24′ 59″ nord, 2° 49′ 26″ est | « PA00114621 » | Inscrit                    | 1949      | Hôtel des Rats                     |
| Hôtel des Relations extérieures     | 9 rue des Domeliers                                        | 49° 24′ 56″ nord, 2° 49′ 35″ est | « PA00114638 » | Inscrit                    | 1944      | Hôtel des Relations extérieures    |
| Hôtel de ville                      | Place de l'Hôtel-de-Ville                                  | 49° 25′ 04″ nord, 2° 49′ 34″ est | « PA00114622 » | Classé                     | 1840      | Hôtel de ville                     |
| Immeubles                           | 12 rue des Cordeliers 2 rue des Lombards                   | 49° 24′ 58″ nord, 2° 49′ 33″ est | « PA00114626 » | Inscrit                    | 1949      | Immeubles                          |
| Hôtel d'Agincourt                   | 13 rue Fournier-Sarlovèze                                  | 49° 25′ 01″ nord, 2° 49′ 47″ est | « PA00114627 » | Classé                     | 1926      | Hôtel d'Agincourt                  |
| Immeuble                            | 43 rue de Paris                                            | 49° 24′ 54″ nord, 2° 49′ 20″ est | « PA00114628 » | Inscrit                    | 1949      | Immeuble                           |
| Maison                              | 6 rue des Lombards                                         | 49° 25′ 00″ nord, 2° 49′ 33″ est | « PA00114630 » | Inscrit                    | 1946      | Maison                             |
| Maison                              | 16 rue de Paris                                            | 49° 24′ 55″ nord, 2° 49′ 20″ est | « PA00114632 » | Inscrit                    | 1950      | Maison                             |
| Maison                              | 18 rue de Solferino                                        | 49° 25′ 09″ nord, 2° 49′ 27″ est | « PA00114633 » | Inscrit                    | 1929      | Maison                             |
| Maison (vantaux en bois)            | 26 rue de la 8e-Division (Compiègne) Rue de la 8e-Division | 49° 25′ 12″ nord, 2° 49′ 33″ est | « PA00114634 » | Inscrit                    | 1946      | Maison(vantaux en bois)            |
| Maison Le Bouchon                   | 2 rue d'Austerlitz Rue de la Baguette                      | 49° 25′ 02″ nord, 2° 49′ 18″ est | « PA00114629 » | Inscrit                    | 1949      | Maison Le Bouchon                  |
| Maison La Vieille Cassine           | 10 rue des Lombards                                        | 49° 25′ 00″ nord, 2° 49′ 33″ est | « PA00114631 » | Inscrit                    | 1970      | Maison La Vieille Cassine          |
| Pont Saint-Louis (Compiègne)        | 24 rue du Harlay                                           | 49° 25′ 07″ nord, 2° 49′ 19″ est | « PA00114636 » | Inscrit                    | 1935      | Pont Saint-Louis (Compiègne)       |
| Prison contiguë à l'hôtel de ville  | Derrière la porte de l'Arsenal                             | 49° 25′ 04″ nord, 2° 49′ 36″ est | « PA00114637 » | Inscrit                    | 1946      | Prison contiguë à l'hôtel de ville |
| Quartier Bourcier                   |                                                            | 49° 25′ 17″ nord, 2° 49′ 46″ est | « PA60000090 » | Inscrit                    | 2015      | Image manquante Téléverser         |
| Remparts                            | promenade des Remparts                                     | 49° 24′ 53″ nord, 2° 49′ 34″ est | « PA00115000 » | Inscrit                    | 1951      | Remparts                           |
| Surintendance des Bâtiments du Roi  | Rue d'Humières Rue Hippolyte-Bottier                       | 49° 25′ 11″ nord, 2° 49′ 39″ est | « PA00114639 » | Inscrit                    | 1949      | Surintendance des Bâtiments du Roi |
| Tour Jeanne d'Arc                   | Rue Jeanne-d'Arc                                           | 49° 25′ 06″ nord, 2° 49′ 19″ est | « PA00114640 » | Inscrit                    | 1927      | Tour Jeanne d'Arc                  |
| Villa Marcot                        | 16 avenue Thiers                                           | 49° 24′ 48″ nord, 2° 50′ 08″ est | « PA00114641 » | Inscrit                    | 1986      | Villa Marcot                       |